# Joel Abbot (Politiker)
Joel Abbot (* 17. März 1776 in Richfield, Colony of Connecticut; † 19. November 1826 in Lexington, Georgia) war ein US-amerikanischer Politiker. Zwischen 1817 und 1825 vertrat er den Bundesstaat Georgia im US-Repräsentantenhaus.

## Werdegang
Joel Abbot erwarb nach der Grundschule bei seinem Vater, einem zugelassenen Arzt, Kenntnisse der Medizin. Im Jahr 1794 eröffnete er in Washington (Georgia) eine eigene Praxis. Er wurde Mitglied im Gemeinderat der Stadt Washington. Zwischen 1799 und 1811 saß er mehrfach als Abgeordneter im Repräsentantenhaus von Georgia als Mitglied der von Präsident Thomas Jefferson gegründeten Demokratisch-Republikanischen Partei.
Bei den in Georgia staatsweit ausgetragenen Kongresswahlen des Jahres 1816 wurde Abbot für das erste Abgeordnetenmandat seines Staates in das US-Repräsentantenhaus in Washington, D.C. gewählt, wo er am 4. März 1817 die Nachfolge von Richard Henry Wilde antrat. Nach drei Wiederwahlen konnte er bis zum 3. März 1825 vier Legislaturperioden im Kongress absolvieren. Im Jahr 1824 verzichtete er auf eine erneute Kandidatur.
Nach dem Ausscheiden aus dem US-Repräsentantenhaus war Abbot zunächst wieder als Arzt tätig. Allerdings konnte er wegen einer Krankheit nicht mehr lange arbeiten. Er starb am 19. November 1826 in Lexington und wurde in Washington beigesetzt.